# 秦孝公
秦孝公（前382年—前338年），《越绝书》作秦平王，嬴姓，《史记索隐》记载名渠梁。战国时期秦国君主，秦献公之子，前362年－前338年在位，在位共25年。
秦孝公在位期间致力于恢复秦穆公时的霸业，他因此颁布著名的求贤令，任用商鞅进行变法，将秦国改造成为富裕强大之国，为秦国将来兼并六国，统一中国奠定了基础。

## 生平

### 继位
秦孝公于秦献公四年正月庚寅（正月初九，儒略历前382年12月6日）出生。前362年，其父秦献公去世后，秦孝公继位。秦孝公继位时年仅21岁。《史记·卷五·秦本纪》：（秦献公）二十四年，献公卒，子孝公立，年已二十一岁矣。
早在秦孝公出生前，秦国经历了四代亂政（秦厲公、秦躁公、秦簡公、秦出公），国力大为削弱。魏国趁秦国政局不稳之机夺取了河西地区（今山西、陕西两省间黄河南段以西地区）。秦孝公之父秦献公继位后，安定边境，迁都栎阳（今陕西省渭南市富平县东南），并且数次东征，想要收复河西失地，无奈愿望没有实现便去世。

### 求贤令
秦孝公继位时与齐威王、楚宣王、魏惠王、燕文公、韩昭侯、赵成侯并立。当时黄河和殽山以东的战国六雄已经形成，淮河、泗水之间有十多个小国。周王室势力衰微，诸侯间用武力相互征伐吞并。战国六雄中，楚国、魏国与秦国接壤。魏国占有原本属于秦国的河西地区，从郑县（今陕西省渭南市华州区）沿洛河北上修筑长城。楚国自汉中郡往南，占有巫郡和黔中郡。秦国地处偏僻的雍州，不参加中原各国诸侯的盟会，被诸侯们疏远，像对待夷狄一样对待。秦孝公继位后以恢复秦穆公时期的霸业为己任，广施恩德，救济孤寡，招募战士，明确论功行赏的法令，并在国内颁布了著名的求贤令，命国人大臣献富国强兵之策，全文如下：
|  | 昔我繆公自岐雍之间，修德行武，东平晋乱，以河为界，西霸戎翟，广地千里，天子致伯，诸侯毕贺，为后世开业，甚光美。会往者厉、躁、简公、出子之不宁，国家内憂，未遑外事，三晋攻夺我先君河西地，诸侯卑秦、丑莫大焉。献公即位，镇抚边境，徙治栎阳，且欲东伐，复穆公之故地，修穆公之政令。寡人思念先君之意，常痛于心。宾客群臣有能出奇计强秦者，吾且尊官，与之分土。 |

同年，秦孝公两路出兵，向东围攻陕城（今陕西省韩城市），向西进攻西戎，斩杀西戎獂王。而赵、韩两国也趁秦孝公继位未稳之机率军攻打秦国。
前343年，周显王派使臣送来祭肉。

### 商鞅变法

#### 商鞅入秦
魏国人商鞅侍奉魏國國相公叔痤任中庶子。商鞅於公叔痤死后听闻秦孝公的求贤令，便攜帶李悝的《法經》投奔秦国，通過秦孝公的宠臣景監見孝公。商鞅第一次用帝道游说秦孝公，孝公听后直打瞌睡并通过景监指责商鞅是个狂妄之徒，不可任用。五日后，商鞅再次会见秦孝公，用王道之术游说，孝公不能接受并再次通过景监责备商鞅。商鞅第三次会见秦孝公时用霸道之术游说，获得孝公的肯定但没有被采用，但商鞅此时已领会孝公心中的意图。最后商鞅见孝公时畅谈富国强兵之策，孝公听时十分入迷，膝盖不知不觉向商鞅挪动，二人畅谈数日毫无倦意。景监不得其解，向商鞅询问缘由。商鞅说秦孝公意图在当今争霸天下，所以对耗时太长才能取得成效的帝道、王道学说不感兴趣。

#### 垦草令
在商鞅的劝说下，秦孝公决定在秦国国内进行变法，但变法遭到以甘龙、杜挚为代表的守旧派的反对，双方产生激烈的争论。变法之争结束后，秦孝公于前359年命商鞅在秦国国内颁布《垦草令》，作为全面变法的序幕。主要内容有：刺激农业生产、抑制商业发展、重塑社会价值观，提高农业的社会认知度、削弱贵族、官吏的特权，让国内贵族加入到农业生产中、实行统一的税租制度以及其他措施。

#### 第一次变法
《垦草令》在秦国成功实施后，秦孝公于前356年任命商鞅为左庶长，在秦国国内实行第一次变法。主要内容为：改革户籍制度，实行什伍连坐法、明令军法，奖励军功、废除世卿世禄制度、建立二十等军功爵制、奖励耕织，重农抑商，严惩私斗、改法为律，制定秦律和推行小家庭制。
经过第一次变法后，秦国国力开始强大。前358年，秦国在西山（今河南省熊耳山以西）击败韩国。前357年，楚宣王派右尹黑来迎娶秦孝公的女儿，与秦国联姻。前355年，秦孝公与魏惠王在杜平（今陕西省澄城县东）会盟，结束了秦国长期不与中原诸侯会盟的局面。

#### 第二次变法
咸阳（今陕西省咸阳市东北）位于关中平原中部，北依高原，南临渭河，顺渭河而下可直入黄河，终南山与渭河之间可直通函谷关。为便于向函谷关以东发展，秦孝公于前350年命商鞅征调士卒，按照鲁国、卫国的国都规模修筑冀阙宫廷，营造新都，并于次年将国都从栎阳迁至咸阳，同时命商鞅在秦国国内进行第二次变法。主要内容为：开阡陌封疆，废井田，制辕田，允许土地私有及买卖、推行县制、加收口赋、统一度量衡、燔诗书而明法令，塞私门之请，禁游宦之民和执行分户令。
经过两次变法后的秦国国力强大，百姓家家富裕充足。秦国人路不拾遗，山中没有盗贼。人民勇于为国家打仗，怯于私斗，乡村、城镇秩序安定。周显王派使臣赐予秦孝公霸主的称号，诸侯各国都派使者前来祝贺。前348年，韩昭侯亲自前往秦国，与秦孝公签订停战盟约。前342年，秦孝公派太子骃(驷)率领西戎九十二国朝见周显王，显示了秦国西方霸主的地位。

### 河西之战
收复河西失地，恢复秦穆公时期的霸业是秦献公、秦孝公两代国君的愿望。早在秦献公时期，秦国与魏国为争夺河西地区发生多次战争，其中秦国在洛阴（今陕西省大荔县西南）、石门山（今山西省运城市西南）、少梁（今陕西省韩城市西南）三场战役中取得胜利。经过商鞅两次变法后的秦国国力强大，具备收复河西地区的能力。

#### 元里之战
前354年，赵国入侵魏国的盟国卫国，夺取漆及富丘（均在今河南省长垣县）两地。此举招致魏国的干涉，魏国出兵助卫，包围赵都邯郸（今河北省邯郸市）。秦孝公趁魏军主力出击之机，派军队突袭魏国，进攻魏河西长城重要据点元里（今陕西省澄城县南），大败魏军，歼灭守军七千人，并占领少梁。同年，秦孝公命公孙壮率军攻打韩国，包围焦城（今河南省三门峡市西），但没有攻克，占领上枳、安陵（今河南省鄢陵县北）、山氏（今河南省新郑市东北）并筑城，插入魏、韩两国交界地区。

#### 安邑、固阳之战
前353年，赵成侯派使者向齐国求援，齐威王派兵分两路救援赵国，一路齐军与宋国景㪨、卫国公孙仓所率部队會合，围攻魏国的襄陵（今河南省睢县）。同年，魏军主力攻破赵国首都邯郸，但在桂陵之战被另一路由田忌、孙膑所率领的齐国军队击败。楚宣王也派大将景舍率兵救援赵国，夺取魏国睢水、濊水之间的土地。秦孝公趁魏国国内空虚之机，于前352年任命商鞅为大良造，率兵长驱直入，包围魏国并占领魏国旧都安邑（今山西省夏县西北）。魏惠王急忙派军队在上郡要地固阳（即定阳，今陕西省延安市东）以东修建崤山长城（东南起崤山，西北至黄河），以阻止秦军的进攻。前351年，商鞅又率兵包围并占领固阳。

#### 彤地会盟
前352年，魏惠王调用韩国的军队击败包围襄陵的齐、宋、卫联军，齐国被迫请楚国大将景舍出面调停，各国休战。前351年，魏惠王与赵成侯在漳河边结盟，撤出赵国首都邯郸。魏国陆续与各国和谈后，集中兵力向西反攻，夺回安邑并包围固阳。为争取时间在国内进行第二次变法，秦孝公于前350年与魏惠王在彤地（今陕西省渭南市华州区西南）会盟修好，缓和两国紧张的关系。

#### 逢泽会盟
魏惠王以朝见周天子为名，召集泗上十二诸侯举行会盟，图谋攻秦。秦孝公下令加强防守，并采纳商鞅“尊魏为王”的策略来改变魏国进攻秦国的意图。秦孝公于前344年派商鞅游说魏惠王，劝说他除了号令宋、卫、邹、鲁等十二个小国外，还要向北联合燕国，向东攻打齐国，迫使赵国屈服；向西联合秦国，向南攻打楚国，迫使韩国屈服，这样霸业可成。商鞅还建议魏惠王顺从天下之志，先行称王，再图霸业。魏惠王听从商鞅的游说开始称王，按照天子的规格大建宫室，制作丹衣和九施、七星之旗，并召集各小国参加逢泽（今河南省开封市南）会盟，秦公子少官和赵肃侯也应邀参加，诸侯会盟后又前往朝见周天子。魏惠王僭越礼制的行为引起齐、楚等国的愤怒，诸侯纷纷倒向齐国。

#### 西鄙之战
前343年，秦国在武城（今陕西省渭南市华州区东）筑城。
前341年，魏国在马陵之战遭受齐国重创，主将庞涓自杀，太子申被俘。商鞅趁机对秦孝公说：“秦国和魏国的关系，就像人得了心腹疾病，不是魏国兼并秦国，就是秦国吞并魏国。魏国地处山岭险要的西部，占据崤山以东，与秦国以黄河为界。形势有利时就向西侵犯秦国，不利时就向东扩展领地。如今君上圣明贤能，秦国繁荣昌盛。而魏国刚刚被齐国击败，可以趁此良机攻打魏国。魏国抵挡不住秦国的攻势，必然要向东撤退。魏国一向东撤退，秦国就占据黄河和崤山险固的地势，向东可以控制各国诸侯，这可是一统天下的帝王基业啊！”秦孝公采纳商鞅的建议，决定趁魏国实力尚未恢复之机，大举攻魏。
前341年，秦国联合齐、赵两国攻打魏国。同年九月，秦孝公派商鞅进攻魏河东，魏派公子卬迎战。两军对峙时，商鞅派使者送信给公子卬，说：“我当初与公子相处的很快乐，如今你我成了敌对两国的将领，不忍心相互攻击，我可以与公子当面相见，订立盟约，痛痛快快地喝几杯然后各自撤兵，让秦魏两国相安无事。”公子卬赴会时被商鞅埋伏的甲士俘虏，商鞅趁机攻击魏军，魏军大败。魏惠王被迫割让河西部分土地求和，商鞅因战功获封於商於郡十五邑，号为商君。
前338年，秦再次攻魏，在岸门（今山西省河津市南）击败魏军，俘其主将魏错。同年，秦国联合大荔戎包围了魏国的郃阳（今陕西省合阳县东南）。

### 去世
前338年，秦孝公病危，《战国策》记载秦孝公想传位于商鞅，商鞅推辞不接受。五个月后，秦孝公去世，葬于弟圉，其子秦惠文王继位。商鞅因被公子虔诬陷谋反，战败死于彤地，其尸身被带回咸阳，处以车裂后示众。

## 名言
代立不忘社稷，君之道也；錯法務明主長，臣之行也。
今吾欲變法以治，更禮以教百姓，恐天下之議我也。

## 其他
- 前361年，西方出现彗星。[52]
- 前346年，桃树李树在冬天开花。[53]
- 前341年，马生出了人。[54]

## 评价
西汉的贾谊在《过秦论》中评价秦孝公：秦孝公据崤函之固，拥雍州之地，君臣固守，以窥周室，有席卷天下、包举宇内、囊括四海之意，并吞八荒之心。当是时，商君佐之，内立法度，务耕织，修守战之备；外连衡而斗诸侯。于是秦人拱手而取西河之外。

## 影视形象

### 電視劇
| 年份 | 劇名               | 演員 |
| ---- | ------------------ | ---- |
| 1999 | 《东周列国战国篇》 | 陈强 |
| 2009 | 《大秦帝国之裂变》 | 侯勇 |

## 紀年
| 秦孝公 | 元年    | 2年     | 3年     | 4年     | 5年     | 6年     | 7年     | 8年     | 9年     | 10年    |
| ------ | ------- | ------- | ------- | ------- | ------- | ------- | ------- | ------- | ------- | ------- |
| 西元   | 前361年 | 前360年 | 前359年 | 前358年 | 前357年 | 前356年 | 前355年 | 前354年 | 前353年 | 前352年 |
| 干支   | 庚申    | 辛酉    | 壬戌    | 癸亥    | 甲子    | 乙丑    | 丙寅    | 丁卯    | 戊辰    | 己巳    |
| 秦孝公 | 11年    | 12年    | 13年    | 14年    | 15年    | 16年    | 17年    | 18年    | 19年    | 20年    |
| 西元   | 前351年 | 前350年 | 前349年 | 前348年 | 前347年 | 前346年 | 前345年 | 前344年 | 前343年 | 前342年 |
| 干支   | 庚午    | 辛未    | 壬申    | 癸酉    | 甲戌    | 乙亥    | 丙子    | 丁丑    | 戊寅    | 己卯    |
| 秦孝公 | 21年    | 22年    | 23年    | 24年    |         |         |         |         |         |         |
| 西元   | 前341年 | 前340年 | 前339年 | 前338年 |         |         |         |         |         |         |
| 干支   | 庚辰    | 辛巳    | 壬午    | 癸未    |         |         |         |         |         |         |

| 前任： 父秦献公 | 秦國君主 前361年－前338年 | 繼任： 子秦惠文王 |